# Parmentiera valerii
Parmentiera valerii là một loài thực vật có hoa trong họ Chùm ớt. Loài này được Standl. mô tả khoa học đầu tiên năm 1927.